# Irakli Sikharulidze
Irakli Sikharulidze (Tiflis, 18 de julio de 1990) es un futbolista georgiano que juega de delantero en FC Lokomotivi Tbilisi de la Erovnuli Liga. Es internacional con la selección de fútbol de Georgia.

## Carrera internacional
Sikharulidze es internacional con la selección de fútbol de Georgia, con la que debutó en 2017 en un amistoso frente a la selección de fútbol de Chipre.
Su primer gol con la selección lo hizo en su segundo partido, en un amistoso frente a la selección de fútbol de Bielorrusia que terminó 2-2.

## Clubes
| Club                   | País            | Año       |
| ---------------------- | --------------- | --------- |
| FC Kakheti Telavi      | Georgia         | 2005-2006 |
| FC Merani Martvili     | Georgia         | 2007      |
| Dinamo Tbilisi         | Georgia         | 2008-2011 |
| WIT Georgia            | Georgia         | 2011      |
| FC Rustavi             | Georgia         | 2012-2015 |
| Dinamo Batumi (cedido) | Georgia         | 2014      |
| FC Zestafoni           | Georgia         | 2015      |
| FC Samtredia           | Georgia         | 2015-2016 |
| FC Sioni Bolnisi       | Georgia         | 2016-2017 |
| FC Lokomotivi Tbilisi  | Georgia         | 2017-2018 |
| F. C. Slovácko         | República Checa | 2018      |
| RFS Riga               | Letonia         | 2018-2019 |
| FC Lokomotivi Tbilisi  | Georgia         | 2019-Act. |

## Palmarés

### Títulos nacionales
| Título          | Club           | País    | Año  |
| --------------- | -------------- | ------- | ---- |
| Copa de Georgia | Dinamo Tbilisi | Georgia | 2009 |